# لشکر ۵۴ پیاده (آنگلیای شرقی)
لشکر ۵۴ پیاده آنگلیای شرقی (انگلیسی: 54th) لشکر پیاده‌نظام نیروی زمینی بریتانیا و تحت امر ارتش ذخیره بریتانیا است، که در سال ۱۹۰۸ تأسیس شد و در سال ۱۹۴۳ منحل گردید.
این لشکر در سال ۱۹۰۸ پس از ایجاد نیروی زمینی به عنوان لشکر آنگلیای شرقی تشکیل شد. در طول جنگ جهانی اول، این لشکر در گالیپولی و خاورمیانه جنگید. این لشکر پس از جنگ منحل شد اما در سال ۱۹۲۰ در ارتش زمینی تجدید ساختار یافت. در طول جنگ جهانی دوم، این لشکر یک لشکر خدمات داخلی بود و هیچ خدمت رزمی در خارج از کشور نداشت و در اواخر سال ۱۹۴۳ منحل شد، اما بسیاری از واحدهای تشکیل دهنده آن از ژوئن ۱۹۴۴ تا مه ۱۹۴۵ در نبرد نرماندی و شمال غربی اروپا خدمت کردند.